# Триллионная доля
Триллио́нная до́ля — единица измерения концентрации и относительных величин, трилионная доля аналогична по смыслу проценту или промилле. Может обозначаться сокращениями ppt (англ. Parts per trillion — частей на триллион) или трлн−1.
Примерно соответствует соотношению объёмов средней песчинки и сорокафутового эквивалента.
- 1 ppt = 0,0000000001 % = 0,000000001 ‰ = 10−12
- 1 ppt = 1000 ppb = 1000000 ppm
- 1 % = 10000000000 ppt
- 1 ‰ = 1000000000 ppt

Доля по массе: 1 ppt = 1 пг/г = 1 нг/кг = 1 мкг/т
Доля по объёму: 1 ppt = 1 дм³/км³ = 1 мкм³/см³